# Parany de Tarrasch
El Parany de Tarrasch es refereix a dos paranys d'obertura d'escacs diferents de l'obertura Ruy López que són anomenats així per Siegbert Tarrasch. A diferència de moltes altres variants que apareixen en les anàlisis, Tarrasch en realitat va sorgir de les seves trampes contra mestres en partides de torneig. 
|  |

## Parany de Tarrasch a la variant oberta
|   | a | b | c | d | e | f | g | h |   |
| 8 | a8 negres torre · f8 negres torre · g8 negres rei · c7 negres peó · d7 negres dama · e7 negres alfil · f7 negres peó · g7 negres peó · h7 negres peó · a6 negres peó · c6 negres cavall · e6 negres alfil · b5 negres peó · d5 negres peó · e5 blanques peó · d4 blanques cavall · e4 negres cavall · b3 blanques alfil · c3 blanques peó · a2 blanques peó · b2 blanques peó · f2 blanques peó · g2 blanques peó · h2 blanques peó · a1 blanques torre · b1 blanques cavall · c1 blanques alfil · d1 blanques dama · e1 blanques torre · g1 blanques rei | a8 negres torre · f8 negres torre · g8 negres rei · c7 negres peó · d7 negres dama · e7 negres alfil · f7 negres peó · g7 negres peó · h7 negres peó · a6 negres peó · c6 negres cavall · e6 negres alfil · b5 negres peó · d5 negres peó · e5 blanques peó · d4 blanques cavall · e4 negres cavall · b3 blanques alfil · c3 blanques peó · a2 blanques peó · b2 blanques peó · f2 blanques peó · g2 blanques peó · h2 blanques peó · a1 blanques torre · b1 blanques cavall · c1 blanques alfil · d1 blanques dama · e1 blanques torre · g1 blanques rei | a8 negres torre · f8 negres torre · g8 negres rei · c7 negres peó · d7 negres dama · e7 negres alfil · f7 negres peó · g7 negres peó · h7 negres peó · a6 negres peó · c6 negres cavall · e6 negres alfil · b5 negres peó · d5 negres peó · e5 blanques peó · d4 blanques cavall · e4 negres cavall · b3 blanques alfil · c3 blanques peó · a2 blanques peó · b2 blanques peó · f2 blanques peó · g2 blanques peó · h2 blanques peó · a1 blanques torre · b1 blanques cavall · c1 blanques alfil · d1 blanques dama · e1 blanques torre · g1 blanques rei | a8 negres torre · f8 negres torre · g8 negres rei · c7 negres peó · d7 negres dama · e7 negres alfil · f7 negres peó · g7 negres peó · h7 negres peó · a6 negres peó · c6 negres cavall · e6 negres alfil · b5 negres peó · d5 negres peó · e5 blanques peó · d4 blanques cavall · e4 negres cavall · b3 blanques alfil · c3 blanques peó · a2 blanques peó · b2 blanques peó · f2 blanques peó · g2 blanques peó · h2 blanques peó · a1 blanques torre · b1 blanques cavall · c1 blanques alfil · d1 blanques dama · e1 blanques torre · g1 blanques rei | a8 negres torre · f8 negres torre · g8 negres rei · c7 negres peó · d7 negres dama · e7 negres alfil · f7 negres peó · g7 negres peó · h7 negres peó · a6 negres peó · c6 negres cavall · e6 negres alfil · b5 negres peó · d5 negres peó · e5 blanques peó · d4 blanques cavall · e4 negres cavall · b3 blanques alfil · c3 blanques peó · a2 blanques peó · b2 blanques peó · f2 blanques peó · g2 blanques peó · h2 blanques peó · a1 blanques torre · b1 blanques cavall · c1 blanques alfil · d1 blanques dama · e1 blanques torre · g1 blanques rei | a8 negres torre · f8 negres torre · g8 negres rei · c7 negres peó · d7 negres dama · e7 negres alfil · f7 negres peó · g7 negres peó · h7 negres peó · a6 negres peó · c6 negres cavall · e6 negres alfil · b5 negres peó · d5 negres peó · e5 blanques peó · d4 blanques cavall · e4 negres cavall · b3 blanques alfil · c3 blanques peó · a2 blanques peó · b2 blanques peó · f2 blanques peó · g2 blanques peó · h2 blanques peó · a1 blanques torre · b1 blanques cavall · c1 blanques alfil · d1 blanques dama · e1 blanques torre · g1 blanques rei | a8 negres torre · f8 negres torre · g8 negres rei · c7 negres peó · d7 negres dama · e7 negres alfil · f7 negres peó · g7 negres peó · h7 negres peó · a6 negres peó · c6 negres cavall · e6 negres alfil · b5 negres peó · d5 negres peó · e5 blanques peó · d4 blanques cavall · e4 negres cavall · b3 blanques alfil · c3 blanques peó · a2 blanques peó · b2 blanques peó · f2 blanques peó · g2 blanques peó · h2 blanques peó · a1 blanques torre · b1 blanques cavall · c1 blanques alfil · d1 blanques dama · e1 blanques torre · g1 blanques rei | a8 negres torre · f8 negres torre · g8 negres rei · c7 negres peó · d7 negres dama · e7 negres alfil · f7 negres peó · g7 negres peó · h7 negres peó · a6 negres peó · c6 negres cavall · e6 negres alfil · b5 negres peó · d5 negres peó · e5 blanques peó · d4 blanques cavall · e4 negres cavall · b3 blanques alfil · c3 blanques peó · a2 blanques peó · b2 blanques peó · f2 blanques peó · g2 blanques peó · h2 blanques peó · a1 blanques torre · b1 blanques cavall · c1 blanques alfil · d1 blanques dama · e1 blanques torre · g1 blanques rei | 8 |
| 7 | a8 negres torre · f8 negres torre · g8 negres rei · c7 negres peó · d7 negres dama · e7 negres alfil · f7 negres peó · g7 negres peó · h7 negres peó · a6 negres peó · c6 negres cavall · e6 negres alfil · b5 negres peó · d5 negres peó · e5 blanques peó · d4 blanques cavall · e4 negres cavall · b3 blanques alfil · c3 blanques peó · a2 blanques peó · b2 blanques peó · f2 blanques peó · g2 blanques peó · h2 blanques peó · a1 blanques torre · b1 blanques cavall · c1 blanques alfil · d1 blanques dama · e1 blanques torre · g1 blanques rei | a8 negres torre · f8 negres torre · g8 negres rei · c7 negres peó · d7 negres dama · e7 negres alfil · f7 negres peó · g7 negres peó · h7 negres peó · a6 negres peó · c6 negres cavall · e6 negres alfil · b5 negres peó · d5 negres peó · e5 blanques peó · d4 blanques cavall · e4 negres cavall · b3 blanques alfil · c3 blanques peó · a2 blanques peó · b2 blanques peó · f2 blanques peó · g2 blanques peó · h2 blanques peó · a1 blanques torre · b1 blanques cavall · c1 blanques alfil · d1 blanques dama · e1 blanques torre · g1 blanques rei | a8 negres torre · f8 negres torre · g8 negres rei · c7 negres peó · d7 negres dama · e7 negres alfil · f7 negres peó · g7 negres peó · h7 negres peó · a6 negres peó · c6 negres cavall · e6 negres alfil · b5 negres peó · d5 negres peó · e5 blanques peó · d4 blanques cavall · e4 negres cavall · b3 blanques alfil · c3 blanques peó · a2 blanques peó · b2 blanques peó · f2 blanques peó · g2 blanques peó · h2 blanques peó · a1 blanques torre · b1 blanques cavall · c1 blanques alfil · d1 blanques dama · e1 blanques torre · g1 blanques rei | a8 negres torre · f8 negres torre · g8 negres rei · c7 negres peó · d7 negres dama · e7 negres alfil · f7 negres peó · g7 negres peó · h7 negres peó · a6 negres peó · c6 negres cavall · e6 negres alfil · b5 negres peó · d5 negres peó · e5 blanques peó · d4 blanques cavall · e4 negres cavall · b3 blanques alfil · c3 blanques peó · a2 blanques peó · b2 blanques peó · f2 blanques peó · g2 blanques peó · h2 blanques peó · a1 blanques torre · b1 blanques cavall · c1 blanques alfil · d1 blanques dama · e1 blanques torre · g1 blanques rei | a8 negres torre · f8 negres torre · g8 negres rei · c7 negres peó · d7 negres dama · e7 negres alfil · f7 negres peó · g7 negres peó · h7 negres peó · a6 negres peó · c6 negres cavall · e6 negres alfil · b5 negres peó · d5 negres peó · e5 blanques peó · d4 blanques cavall · e4 negres cavall · b3 blanques alfil · c3 blanques peó · a2 blanques peó · b2 blanques peó · f2 blanques peó · g2 blanques peó · h2 blanques peó · a1 blanques torre · b1 blanques cavall · c1 blanques alfil · d1 blanques dama · e1 blanques torre · g1 blanques rei | a8 negres torre · f8 negres torre · g8 negres rei · c7 negres peó · d7 negres dama · e7 negres alfil · f7 negres peó · g7 negres peó · h7 negres peó · a6 negres peó · c6 negres cavall · e6 negres alfil · b5 negres peó · d5 negres peó · e5 blanques peó · d4 blanques cavall · e4 negres cavall · b3 blanques alfil · c3 blanques peó · a2 blanques peó · b2 blanques peó · f2 blanques peó · g2 blanques peó · h2 blanques peó · a1 blanques torre · b1 blanques cavall · c1 blanques alfil · d1 blanques dama · e1 blanques torre · g1 blanques rei | a8 negres torre · f8 negres torre · g8 negres rei · c7 negres peó · d7 negres dama · e7 negres alfil · f7 negres peó · g7 negres peó · h7 negres peó · a6 negres peó · c6 negres cavall · e6 negres alfil · b5 negres peó · d5 negres peó · e5 blanques peó · d4 blanques cavall · e4 negres cavall · b3 blanques alfil · c3 blanques peó · a2 blanques peó · b2 blanques peó · f2 blanques peó · g2 blanques peó · h2 blanques peó · a1 blanques torre · b1 blanques cavall · c1 blanques alfil · d1 blanques dama · e1 blanques torre · g1 blanques rei | a8 negres torre · f8 negres torre · g8 negres rei · c7 negres peó · d7 negres dama · e7 negres alfil · f7 negres peó · g7 negres peó · h7 negres peó · a6 negres peó · c6 negres cavall · e6 negres alfil · b5 negres peó · d5 negres peó · e5 blanques peó · d4 blanques cavall · e4 negres cavall · b3 blanques alfil · c3 blanques peó · a2 blanques peó · b2 blanques peó · f2 blanques peó · g2 blanques peó · h2 blanques peó · a1 blanques torre · b1 blanques cavall · c1 blanques alfil · d1 blanques dama · e1 blanques torre · g1 blanques rei | 7 |
| 6 | a8 negres torre · f8 negres torre · g8 negres rei · c7 negres peó · d7 negres dama · e7 negres alfil · f7 negres peó · g7 negres peó · h7 negres peó · a6 negres peó · c6 negres cavall · e6 negres alfil · b5 negres peó · d5 negres peó · e5 blanques peó · d4 blanques cavall · e4 negres cavall · b3 blanques alfil · c3 blanques peó · a2 blanques peó · b2 blanques peó · f2 blanques peó · g2 blanques peó · h2 blanques peó · a1 blanques torre · b1 blanques cavall · c1 blanques alfil · d1 blanques dama · e1 blanques torre · g1 blanques rei | a8 negres torre · f8 negres torre · g8 negres rei · c7 negres peó · d7 negres dama · e7 negres alfil · f7 negres peó · g7 negres peó · h7 negres peó · a6 negres peó · c6 negres cavall · e6 negres alfil · b5 negres peó · d5 negres peó · e5 blanques peó · d4 blanques cavall · e4 negres cavall · b3 blanques alfil · c3 blanques peó · a2 blanques peó · b2 blanques peó · f2 blanques peó · g2 blanques peó · h2 blanques peó · a1 blanques torre · b1 blanques cavall · c1 blanques alfil · d1 blanques dama · e1 blanques torre · g1 blanques rei | a8 negres torre · f8 negres torre · g8 negres rei · c7 negres peó · d7 negres dama · e7 negres alfil · f7 negres peó · g7 negres peó · h7 negres peó · a6 negres peó · c6 negres cavall · e6 negres alfil · b5 negres peó · d5 negres peó · e5 blanques peó · d4 blanques cavall · e4 negres cavall · b3 blanques alfil · c3 blanques peó · a2 blanques peó · b2 blanques peó · f2 blanques peó · g2 blanques peó · h2 blanques peó · a1 blanques torre · b1 blanques cavall · c1 blanques alfil · d1 blanques dama · e1 blanques torre · g1 blanques rei | a8 negres torre · f8 negres torre · g8 negres rei · c7 negres peó · d7 negres dama · e7 negres alfil · f7 negres peó · g7 negres peó · h7 negres peó · a6 negres peó · c6 negres cavall · e6 negres alfil · b5 negres peó · d5 negres peó · e5 blanques peó · d4 blanques cavall · e4 negres cavall · b3 blanques alfil · c3 blanques peó · a2 blanques peó · b2 blanques peó · f2 blanques peó · g2 blanques peó · h2 blanques peó · a1 blanques torre · b1 blanques cavall · c1 blanques alfil · d1 blanques dama · e1 blanques torre · g1 blanques rei | a8 negres torre · f8 negres torre · g8 negres rei · c7 negres peó · d7 negres dama · e7 negres alfil · f7 negres peó · g7 negres peó · h7 negres peó · a6 negres peó · c6 negres cavall · e6 negres alfil · b5 negres peó · d5 negres peó · e5 blanques peó · d4 blanques cavall · e4 negres cavall · b3 blanques alfil · c3 blanques peó · a2 blanques peó · b2 blanques peó · f2 blanques peó · g2 blanques peó · h2 blanques peó · a1 blanques torre · b1 blanques cavall · c1 blanques alfil · d1 blanques dama · e1 blanques torre · g1 blanques rei | a8 negres torre · f8 negres torre · g8 negres rei · c7 negres peó · d7 negres dama · e7 negres alfil · f7 negres peó · g7 negres peó · h7 negres peó · a6 negres peó · c6 negres cavall · e6 negres alfil · b5 negres peó · d5 negres peó · e5 blanques peó · d4 blanques cavall · e4 negres cavall · b3 blanques alfil · c3 blanques peó · a2 blanques peó · b2 blanques peó · f2 blanques peó · g2 blanques peó · h2 blanques peó · a1 blanques torre · b1 blanques cavall · c1 blanques alfil · d1 blanques dama · e1 blanques torre · g1 blanques rei | a8 negres torre · f8 negres torre · g8 negres rei · c7 negres peó · d7 negres dama · e7 negres alfil · f7 negres peó · g7 negres peó · h7 negres peó · a6 negres peó · c6 negres cavall · e6 negres alfil · b5 negres peó · d5 negres peó · e5 blanques peó · d4 blanques cavall · e4 negres cavall · b3 blanques alfil · c3 blanques peó · a2 blanques peó · b2 blanques peó · f2 blanques peó · g2 blanques peó · h2 blanques peó · a1 blanques torre · b1 blanques cavall · c1 blanques alfil · d1 blanques dama · e1 blanques torre · g1 blanques rei | a8 negres torre · f8 negres torre · g8 negres rei · c7 negres peó · d7 negres dama · e7 negres alfil · f7 negres peó · g7 negres peó · h7 negres peó · a6 negres peó · c6 negres cavall · e6 negres alfil · b5 negres peó · d5 negres peó · e5 blanques peó · d4 blanques cavall · e4 negres cavall · b3 blanques alfil · c3 blanques peó · a2 blanques peó · b2 blanques peó · f2 blanques peó · g2 blanques peó · h2 blanques peó · a1 blanques torre · b1 blanques cavall · c1 blanques alfil · d1 blanques dama · e1 blanques torre · g1 blanques rei | 6 |
| 5 | a8 negres torre · f8 negres torre · g8 negres rei · c7 negres peó · d7 negres dama · e7 negres alfil · f7 negres peó · g7 negres peó · h7 negres peó · a6 negres peó · c6 negres cavall · e6 negres alfil · b5 negres peó · d5 negres peó · e5 blanques peó · d4 blanques cavall · e4 negres cavall · b3 blanques alfil · c3 blanques peó · a2 blanques peó · b2 blanques peó · f2 blanques peó · g2 blanques peó · h2 blanques peó · a1 blanques torre · b1 blanques cavall · c1 blanques alfil · d1 blanques dama · e1 blanques torre · g1 blanques rei | a8 negres torre · f8 negres torre · g8 negres rei · c7 negres peó · d7 negres dama · e7 negres alfil · f7 negres peó · g7 negres peó · h7 negres peó · a6 negres peó · c6 negres cavall · e6 negres alfil · b5 negres peó · d5 negres peó · e5 blanques peó · d4 blanques cavall · e4 negres cavall · b3 blanques alfil · c3 blanques peó · a2 blanques peó · b2 blanques peó · f2 blanques peó · g2 blanques peó · h2 blanques peó · a1 blanques torre · b1 blanques cavall · c1 blanques alfil · d1 blanques dama · e1 blanques torre · g1 blanques rei | a8 negres torre · f8 negres torre · g8 negres rei · c7 negres peó · d7 negres dama · e7 negres alfil · f7 negres peó · g7 negres peó · h7 negres peó · a6 negres peó · c6 negres cavall · e6 negres alfil · b5 negres peó · d5 negres peó · e5 blanques peó · d4 blanques cavall · e4 negres cavall · b3 blanques alfil · c3 blanques peó · a2 blanques peó · b2 blanques peó · f2 blanques peó · g2 blanques peó · h2 blanques peó · a1 blanques torre · b1 blanques cavall · c1 blanques alfil · d1 blanques dama · e1 blanques torre · g1 blanques rei | a8 negres torre · f8 negres torre · g8 negres rei · c7 negres peó · d7 negres dama · e7 negres alfil · f7 negres peó · g7 negres peó · h7 negres peó · a6 negres peó · c6 negres cavall · e6 negres alfil · b5 negres peó · d5 negres peó · e5 blanques peó · d4 blanques cavall · e4 negres cavall · b3 blanques alfil · c3 blanques peó · a2 blanques peó · b2 blanques peó · f2 blanques peó · g2 blanques peó · h2 blanques peó · a1 blanques torre · b1 blanques cavall · c1 blanques alfil · d1 blanques dama · e1 blanques torre · g1 blanques rei | a8 negres torre · f8 negres torre · g8 negres rei · c7 negres peó · d7 negres dama · e7 negres alfil · f7 negres peó · g7 negres peó · h7 negres peó · a6 negres peó · c6 negres cavall · e6 negres alfil · b5 negres peó · d5 negres peó · e5 blanques peó · d4 blanques cavall · e4 negres cavall · b3 blanques alfil · c3 blanques peó · a2 blanques peó · b2 blanques peó · f2 blanques peó · g2 blanques peó · h2 blanques peó · a1 blanques torre · b1 blanques cavall · c1 blanques alfil · d1 blanques dama · e1 blanques torre · g1 blanques rei | a8 negres torre · f8 negres torre · g8 negres rei · c7 negres peó · d7 negres dama · e7 negres alfil · f7 negres peó · g7 negres peó · h7 negres peó · a6 negres peó · c6 negres cavall · e6 negres alfil · b5 negres peó · d5 negres peó · e5 blanques peó · d4 blanques cavall · e4 negres cavall · b3 blanques alfil · c3 blanques peó · a2 blanques peó · b2 blanques peó · f2 blanques peó · g2 blanques peó · h2 blanques peó · a1 blanques torre · b1 blanques cavall · c1 blanques alfil · d1 blanques dama · e1 blanques torre · g1 blanques rei | a8 negres torre · f8 negres torre · g8 negres rei · c7 negres peó · d7 negres dama · e7 negres alfil · f7 negres peó · g7 negres peó · h7 negres peó · a6 negres peó · c6 negres cavall · e6 negres alfil · b5 negres peó · d5 negres peó · e5 blanques peó · d4 blanques cavall · e4 negres cavall · b3 blanques alfil · c3 blanques peó · a2 blanques peó · b2 blanques peó · f2 blanques peó · g2 blanques peó · h2 blanques peó · a1 blanques torre · b1 blanques cavall · c1 blanques alfil · d1 blanques dama · e1 blanques torre · g1 blanques rei | a8 negres torre · f8 negres torre · g8 negres rei · c7 negres peó · d7 negres dama · e7 negres alfil · f7 negres peó · g7 negres peó · h7 negres peó · a6 negres peó · c6 negres cavall · e6 negres alfil · b5 negres peó · d5 negres peó · e5 blanques peó · d4 blanques cavall · e4 negres cavall · b3 blanques alfil · c3 blanques peó · a2 blanques peó · b2 blanques peó · f2 blanques peó · g2 blanques peó · h2 blanques peó · a1 blanques torre · b1 blanques cavall · c1 blanques alfil · d1 blanques dama · e1 blanques torre · g1 blanques rei | 5 |
| 4 | a8 negres torre · f8 negres torre · g8 negres rei · c7 negres peó · d7 negres dama · e7 negres alfil · f7 negres peó · g7 negres peó · h7 negres peó · a6 negres peó · c6 negres cavall · e6 negres alfil · b5 negres peó · d5 negres peó · e5 blanques peó · d4 blanques cavall · e4 negres cavall · b3 blanques alfil · c3 blanques peó · a2 blanques peó · b2 blanques peó · f2 blanques peó · g2 blanques peó · h2 blanques peó · a1 blanques torre · b1 blanques cavall · c1 blanques alfil · d1 blanques dama · e1 blanques torre · g1 blanques rei | a8 negres torre · f8 negres torre · g8 negres rei · c7 negres peó · d7 negres dama · e7 negres alfil · f7 negres peó · g7 negres peó · h7 negres peó · a6 negres peó · c6 negres cavall · e6 negres alfil · b5 negres peó · d5 negres peó · e5 blanques peó · d4 blanques cavall · e4 negres cavall · b3 blanques alfil · c3 blanques peó · a2 blanques peó · b2 blanques peó · f2 blanques peó · g2 blanques peó · h2 blanques peó · a1 blanques torre · b1 blanques cavall · c1 blanques alfil · d1 blanques dama · e1 blanques torre · g1 blanques rei | a8 negres torre · f8 negres torre · g8 negres rei · c7 negres peó · d7 negres dama · e7 negres alfil · f7 negres peó · g7 negres peó · h7 negres peó · a6 negres peó · c6 negres cavall · e6 negres alfil · b5 negres peó · d5 negres peó · e5 blanques peó · d4 blanques cavall · e4 negres cavall · b3 blanques alfil · c3 blanques peó · a2 blanques peó · b2 blanques peó · f2 blanques peó · g2 blanques peó · h2 blanques peó · a1 blanques torre · b1 blanques cavall · c1 blanques alfil · d1 blanques dama · e1 blanques torre · g1 blanques rei | a8 negres torre · f8 negres torre · g8 negres rei · c7 negres peó · d7 negres dama · e7 negres alfil · f7 negres peó · g7 negres peó · h7 negres peó · a6 negres peó · c6 negres cavall · e6 negres alfil · b5 negres peó · d5 negres peó · e5 blanques peó · d4 blanques cavall · e4 negres cavall · b3 blanques alfil · c3 blanques peó · a2 blanques peó · b2 blanques peó · f2 blanques peó · g2 blanques peó · h2 blanques peó · a1 blanques torre · b1 blanques cavall · c1 blanques alfil · d1 blanques dama · e1 blanques torre · g1 blanques rei | a8 negres torre · f8 negres torre · g8 negres rei · c7 negres peó · d7 negres dama · e7 negres alfil · f7 negres peó · g7 negres peó · h7 negres peó · a6 negres peó · c6 negres cavall · e6 negres alfil · b5 negres peó · d5 negres peó · e5 blanques peó · d4 blanques cavall · e4 negres cavall · b3 blanques alfil · c3 blanques peó · a2 blanques peó · b2 blanques peó · f2 blanques peó · g2 blanques peó · h2 blanques peó · a1 blanques torre · b1 blanques cavall · c1 blanques alfil · d1 blanques dama · e1 blanques torre · g1 blanques rei | a8 negres torre · f8 negres torre · g8 negres rei · c7 negres peó · d7 negres dama · e7 negres alfil · f7 negres peó · g7 negres peó · h7 negres peó · a6 negres peó · c6 negres cavall · e6 negres alfil · b5 negres peó · d5 negres peó · e5 blanques peó · d4 blanques cavall · e4 negres cavall · b3 blanques alfil · c3 blanques peó · a2 blanques peó · b2 blanques peó · f2 blanques peó · g2 blanques peó · h2 blanques peó · a1 blanques torre · b1 blanques cavall · c1 blanques alfil · d1 blanques dama · e1 blanques torre · g1 blanques rei | a8 negres torre · f8 negres torre · g8 negres rei · c7 negres peó · d7 negres dama · e7 negres alfil · f7 negres peó · g7 negres peó · h7 negres peó · a6 negres peó · c6 negres cavall · e6 negres alfil · b5 negres peó · d5 negres peó · e5 blanques peó · d4 blanques cavall · e4 negres cavall · b3 blanques alfil · c3 blanques peó · a2 blanques peó · b2 blanques peó · f2 blanques peó · g2 blanques peó · h2 blanques peó · a1 blanques torre · b1 blanques cavall · c1 blanques alfil · d1 blanques dama · e1 blanques torre · g1 blanques rei | a8 negres torre · f8 negres torre · g8 negres rei · c7 negres peó · d7 negres dama · e7 negres alfil · f7 negres peó · g7 negres peó · h7 negres peó · a6 negres peó · c6 negres cavall · e6 negres alfil · b5 negres peó · d5 negres peó · e5 blanques peó · d4 blanques cavall · e4 negres cavall · b3 blanques alfil · c3 blanques peó · a2 blanques peó · b2 blanques peó · f2 blanques peó · g2 blanques peó · h2 blanques peó · a1 blanques torre · b1 blanques cavall · c1 blanques alfil · d1 blanques dama · e1 blanques torre · g1 blanques rei | 4 |
| 3 | a8 negres torre · f8 negres torre · g8 negres rei · c7 negres peó · d7 negres dama · e7 negres alfil · f7 negres peó · g7 negres peó · h7 negres peó · a6 negres peó · c6 negres cavall · e6 negres alfil · b5 negres peó · d5 negres peó · e5 blanques peó · d4 blanques cavall · e4 negres cavall · b3 blanques alfil · c3 blanques peó · a2 blanques peó · b2 blanques peó · f2 blanques peó · g2 blanques peó · h2 blanques peó · a1 blanques torre · b1 blanques cavall · c1 blanques alfil · d1 blanques dama · e1 blanques torre · g1 blanques rei | a8 negres torre · f8 negres torre · g8 negres rei · c7 negres peó · d7 negres dama · e7 negres alfil · f7 negres peó · g7 negres peó · h7 negres peó · a6 negres peó · c6 negres cavall · e6 negres alfil · b5 negres peó · d5 negres peó · e5 blanques peó · d4 blanques cavall · e4 negres cavall · b3 blanques alfil · c3 blanques peó · a2 blanques peó · b2 blanques peó · f2 blanques peó · g2 blanques peó · h2 blanques peó · a1 blanques torre · b1 blanques cavall · c1 blanques alfil · d1 blanques dama · e1 blanques torre · g1 blanques rei | a8 negres torre · f8 negres torre · g8 negres rei · c7 negres peó · d7 negres dama · e7 negres alfil · f7 negres peó · g7 negres peó · h7 negres peó · a6 negres peó · c6 negres cavall · e6 negres alfil · b5 negres peó · d5 negres peó · e5 blanques peó · d4 blanques cavall · e4 negres cavall · b3 blanques alfil · c3 blanques peó · a2 blanques peó · b2 blanques peó · f2 blanques peó · g2 blanques peó · h2 blanques peó · a1 blanques torre · b1 blanques cavall · c1 blanques alfil · d1 blanques dama · e1 blanques torre · g1 blanques rei | a8 negres torre · f8 negres torre · g8 negres rei · c7 negres peó · d7 negres dama · e7 negres alfil · f7 negres peó · g7 negres peó · h7 negres peó · a6 negres peó · c6 negres cavall · e6 negres alfil · b5 negres peó · d5 negres peó · e5 blanques peó · d4 blanques cavall · e4 negres cavall · b3 blanques alfil · c3 blanques peó · a2 blanques peó · b2 blanques peó · f2 blanques peó · g2 blanques peó · h2 blanques peó · a1 blanques torre · b1 blanques cavall · c1 blanques alfil · d1 blanques dama · e1 blanques torre · g1 blanques rei | a8 negres torre · f8 negres torre · g8 negres rei · c7 negres peó · d7 negres dama · e7 negres alfil · f7 negres peó · g7 negres peó · h7 negres peó · a6 negres peó · c6 negres cavall · e6 negres alfil · b5 negres peó · d5 negres peó · e5 blanques peó · d4 blanques cavall · e4 negres cavall · b3 blanques alfil · c3 blanques peó · a2 blanques peó · b2 blanques peó · f2 blanques peó · g2 blanques peó · h2 blanques peó · a1 blanques torre · b1 blanques cavall · c1 blanques alfil · d1 blanques dama · e1 blanques torre · g1 blanques rei | a8 negres torre · f8 negres torre · g8 negres rei · c7 negres peó · d7 negres dama · e7 negres alfil · f7 negres peó · g7 negres peó · h7 negres peó · a6 negres peó · c6 negres cavall · e6 negres alfil · b5 negres peó · d5 negres peó · e5 blanques peó · d4 blanques cavall · e4 negres cavall · b3 blanques alfil · c3 blanques peó · a2 blanques peó · b2 blanques peó · f2 blanques peó · g2 blanques peó · h2 blanques peó · a1 blanques torre · b1 blanques cavall · c1 blanques alfil · d1 blanques dama · e1 blanques torre · g1 blanques rei | a8 negres torre · f8 negres torre · g8 negres rei · c7 negres peó · d7 negres dama · e7 negres alfil · f7 negres peó · g7 negres peó · h7 negres peó · a6 negres peó · c6 negres cavall · e6 negres alfil · b5 negres peó · d5 negres peó · e5 blanques peó · d4 blanques cavall · e4 negres cavall · b3 blanques alfil · c3 blanques peó · a2 blanques peó · b2 blanques peó · f2 blanques peó · g2 blanques peó · h2 blanques peó · a1 blanques torre · b1 blanques cavall · c1 blanques alfil · d1 blanques dama · e1 blanques torre · g1 blanques rei | a8 negres torre · f8 negres torre · g8 negres rei · c7 negres peó · d7 negres dama · e7 negres alfil · f7 negres peó · g7 negres peó · h7 negres peó · a6 negres peó · c6 negres cavall · e6 negres alfil · b5 negres peó · d5 negres peó · e5 blanques peó · d4 blanques cavall · e4 negres cavall · b3 blanques alfil · c3 blanques peó · a2 blanques peó · b2 blanques peó · f2 blanques peó · g2 blanques peó · h2 blanques peó · a1 blanques torre · b1 blanques cavall · c1 blanques alfil · d1 blanques dama · e1 blanques torre · g1 blanques rei | 3 |
| 2 | a8 negres torre · f8 negres torre · g8 negres rei · c7 negres peó · d7 negres dama · e7 negres alfil · f7 negres peó · g7 negres peó · h7 negres peó · a6 negres peó · c6 negres cavall · e6 negres alfil · b5 negres peó · d5 negres peó · e5 blanques peó · d4 blanques cavall · e4 negres cavall · b3 blanques alfil · c3 blanques peó · a2 blanques peó · b2 blanques peó · f2 blanques peó · g2 blanques peó · h2 blanques peó · a1 blanques torre · b1 blanques cavall · c1 blanques alfil · d1 blanques dama · e1 blanques torre · g1 blanques rei | a8 negres torre · f8 negres torre · g8 negres rei · c7 negres peó · d7 negres dama · e7 negres alfil · f7 negres peó · g7 negres peó · h7 negres peó · a6 negres peó · c6 negres cavall · e6 negres alfil · b5 negres peó · d5 negres peó · e5 blanques peó · d4 blanques cavall · e4 negres cavall · b3 blanques alfil · c3 blanques peó · a2 blanques peó · b2 blanques peó · f2 blanques peó · g2 blanques peó · h2 blanques peó · a1 blanques torre · b1 blanques cavall · c1 blanques alfil · d1 blanques dama · e1 blanques torre · g1 blanques rei | a8 negres torre · f8 negres torre · g8 negres rei · c7 negres peó · d7 negres dama · e7 negres alfil · f7 negres peó · g7 negres peó · h7 negres peó · a6 negres peó · c6 negres cavall · e6 negres alfil · b5 negres peó · d5 negres peó · e5 blanques peó · d4 blanques cavall · e4 negres cavall · b3 blanques alfil · c3 blanques peó · a2 blanques peó · b2 blanques peó · f2 blanques peó · g2 blanques peó · h2 blanques peó · a1 blanques torre · b1 blanques cavall · c1 blanques alfil · d1 blanques dama · e1 blanques torre · g1 blanques rei | a8 negres torre · f8 negres torre · g8 negres rei · c7 negres peó · d7 negres dama · e7 negres alfil · f7 negres peó · g7 negres peó · h7 negres peó · a6 negres peó · c6 negres cavall · e6 negres alfil · b5 negres peó · d5 negres peó · e5 blanques peó · d4 blanques cavall · e4 negres cavall · b3 blanques alfil · c3 blanques peó · a2 blanques peó · b2 blanques peó · f2 blanques peó · g2 blanques peó · h2 blanques peó · a1 blanques torre · b1 blanques cavall · c1 blanques alfil · d1 blanques dama · e1 blanques torre · g1 blanques rei | a8 negres torre · f8 negres torre · g8 negres rei · c7 negres peó · d7 negres dama · e7 negres alfil · f7 negres peó · g7 negres peó · h7 negres peó · a6 negres peó · c6 negres cavall · e6 negres alfil · b5 negres peó · d5 negres peó · e5 blanques peó · d4 blanques cavall · e4 negres cavall · b3 blanques alfil · c3 blanques peó · a2 blanques peó · b2 blanques peó · f2 blanques peó · g2 blanques peó · h2 blanques peó · a1 blanques torre · b1 blanques cavall · c1 blanques alfil · d1 blanques dama · e1 blanques torre · g1 blanques rei | a8 negres torre · f8 negres torre · g8 negres rei · c7 negres peó · d7 negres dama · e7 negres alfil · f7 negres peó · g7 negres peó · h7 negres peó · a6 negres peó · c6 negres cavall · e6 negres alfil · b5 negres peó · d5 negres peó · e5 blanques peó · d4 blanques cavall · e4 negres cavall · b3 blanques alfil · c3 blanques peó · a2 blanques peó · b2 blanques peó · f2 blanques peó · g2 blanques peó · h2 blanques peó · a1 blanques torre · b1 blanques cavall · c1 blanques alfil · d1 blanques dama · e1 blanques torre · g1 blanques rei | a8 negres torre · f8 negres torre · g8 negres rei · c7 negres peó · d7 negres dama · e7 negres alfil · f7 negres peó · g7 negres peó · h7 negres peó · a6 negres peó · c6 negres cavall · e6 negres alfil · b5 negres peó · d5 negres peó · e5 blanques peó · d4 blanques cavall · e4 negres cavall · b3 blanques alfil · c3 blanques peó · a2 blanques peó · b2 blanques peó · f2 blanques peó · g2 blanques peó · h2 blanques peó · a1 blanques torre · b1 blanques cavall · c1 blanques alfil · d1 blanques dama · e1 blanques torre · g1 blanques rei | a8 negres torre · f8 negres torre · g8 negres rei · c7 negres peó · d7 negres dama · e7 negres alfil · f7 negres peó · g7 negres peó · h7 negres peó · a6 negres peó · c6 negres cavall · e6 negres alfil · b5 negres peó · d5 negres peó · e5 blanques peó · d4 blanques cavall · e4 negres cavall · b3 blanques alfil · c3 blanques peó · a2 blanques peó · b2 blanques peó · f2 blanques peó · g2 blanques peó · h2 blanques peó · a1 blanques torre · b1 blanques cavall · c1 blanques alfil · d1 blanques dama · e1 blanques torre · g1 blanques rei | 2 |
| 1 | a8 negres torre · f8 negres torre · g8 negres rei · c7 negres peó · d7 negres dama · e7 negres alfil · f7 negres peó · g7 negres peó · h7 negres peó · a6 negres peó · c6 negres cavall · e6 negres alfil · b5 negres peó · d5 negres peó · e5 blanques peó · d4 blanques cavall · e4 negres cavall · b3 blanques alfil · c3 blanques peó · a2 blanques peó · b2 blanques peó · f2 blanques peó · g2 blanques peó · h2 blanques peó · a1 blanques torre · b1 blanques cavall · c1 blanques alfil · d1 blanques dama · e1 blanques torre · g1 blanques rei | a8 negres torre · f8 negres torre · g8 negres rei · c7 negres peó · d7 negres dama · e7 negres alfil · f7 negres peó · g7 negres peó · h7 negres peó · a6 negres peó · c6 negres cavall · e6 negres alfil · b5 negres peó · d5 negres peó · e5 blanques peó · d4 blanques cavall · e4 negres cavall · b3 blanques alfil · c3 blanques peó · a2 blanques peó · b2 blanques peó · f2 blanques peó · g2 blanques peó · h2 blanques peó · a1 blanques torre · b1 blanques cavall · c1 blanques alfil · d1 blanques dama · e1 blanques torre · g1 blanques rei | a8 negres torre · f8 negres torre · g8 negres rei · c7 negres peó · d7 negres dama · e7 negres alfil · f7 negres peó · g7 negres peó · h7 negres peó · a6 negres peó · c6 negres cavall · e6 negres alfil · b5 negres peó · d5 negres peó · e5 blanques peó · d4 blanques cavall · e4 negres cavall · b3 blanques alfil · c3 blanques peó · a2 blanques peó · b2 blanques peó · f2 blanques peó · g2 blanques peó · h2 blanques peó · a1 blanques torre · b1 blanques cavall · c1 blanques alfil · d1 blanques dama · e1 blanques torre · g1 blanques rei | a8 negres torre · f8 negres torre · g8 negres rei · c7 negres peó · d7 negres dama · e7 negres alfil · f7 negres peó · g7 negres peó · h7 negres peó · a6 negres peó · c6 negres cavall · e6 negres alfil · b5 negres peó · d5 negres peó · e5 blanques peó · d4 blanques cavall · e4 negres cavall · b3 blanques alfil · c3 blanques peó · a2 blanques peó · b2 blanques peó · f2 blanques peó · g2 blanques peó · h2 blanques peó · a1 blanques torre · b1 blanques cavall · c1 blanques alfil · d1 blanques dama · e1 blanques torre · g1 blanques rei | a8 negres torre · f8 negres torre · g8 negres rei · c7 negres peó · d7 negres dama · e7 negres alfil · f7 negres peó · g7 negres peó · h7 negres peó · a6 negres peó · c6 negres cavall · e6 negres alfil · b5 negres peó · d5 negres peó · e5 blanques peó · d4 blanques cavall · e4 negres cavall · b3 blanques alfil · c3 blanques peó · a2 blanques peó · b2 blanques peó · f2 blanques peó · g2 blanques peó · h2 blanques peó · a1 blanques torre · b1 blanques cavall · c1 blanques alfil · d1 blanques dama · e1 blanques torre · g1 blanques rei | a8 negres torre · f8 negres torre · g8 negres rei · c7 negres peó · d7 negres dama · e7 negres alfil · f7 negres peó · g7 negres peó · h7 negres peó · a6 negres peó · c6 negres cavall · e6 negres alfil · b5 negres peó · d5 negres peó · e5 blanques peó · d4 blanques cavall · e4 negres cavall · b3 blanques alfil · c3 blanques peó · a2 blanques peó · b2 blanques peó · f2 blanques peó · g2 blanques peó · h2 blanques peó · a1 blanques torre · b1 blanques cavall · c1 blanques alfil · d1 blanques dama · e1 blanques torre · g1 blanques rei | a8 negres torre · f8 negres torre · g8 negres rei · c7 negres peó · d7 negres dama · e7 negres alfil · f7 negres peó · g7 negres peó · h7 negres peó · a6 negres peó · c6 negres cavall · e6 negres alfil · b5 negres peó · d5 negres peó · e5 blanques peó · d4 blanques cavall · e4 negres cavall · b3 blanques alfil · c3 blanques peó · a2 blanques peó · b2 blanques peó · f2 blanques peó · g2 blanques peó · h2 blanques peó · a1 blanques torre · b1 blanques cavall · c1 blanques alfil · d1 blanques dama · e1 blanques torre · g1 blanques rei | a8 negres torre · f8 negres torre · g8 negres rei · c7 negres peó · d7 negres dama · e7 negres alfil · f7 negres peó · g7 negres peó · h7 negres peó · a6 negres peó · c6 negres cavall · e6 negres alfil · b5 negres peó · d5 negres peó · e5 blanques peó · d4 blanques cavall · e4 negres cavall · b3 blanques alfil · c3 blanques peó · a2 blanques peó · b2 blanques peó · f2 blanques peó · g2 blanques peó · h2 blanques peó · a1 blanques torre · b1 blanques cavall · c1 blanques alfil · d1 blanques dama · e1 blanques torre · g1 blanques rei | 1 |
|   | a | b | c | d | e | f | g | h |   |

Dos mestres varen caure en aquest parany contra Tarrasch: Johannes Zukertort a Frankfurt el 1887 i Isidor Gunsberg a Manchester el 1890.
1. e4 e5 2. Cf3 Cc6 3. Ab5 a6 4. Aa4 Cf6 5. 0-0 Cxe4
Això és la variant oberta de l'obertura Ruy López.
6. d4 b5 7. Ab3 d5 8. dxe5 Ae6 9. c3 Ae7 10. Te1 0-0 11. Cd4 Dd7? (vegeu diagrama)
Caient al parany.
12. Cxe6
El peó de les negres a d5 estarà clavat (tan al llarg de la columna d com al llarg de la diagonal a2–g8) sense haver-hi maneres d'evitar-ho. Després de 12...Dxe6 les blanques guanyen una peça amb 13.Axe4, o sinó si 12...fxe6 les blanques guanyen una peça amb 13.Txe4.

## Parany de Tarrasch a la Variant Steinitz
El segon Parany Tarrasch, de vegades referit com el Parany Dresden, transcorre en la Variant Steinitz. Tarrasch va publicar les anàlisis d'aquest parany el 1891, però 18 mesos després Georg Marco hi va caure contra Tarrasch mateix, a Dresden el 1892. Tarrasch va gastar tan sols cinc minuts pensant durant tota la partida.
|   | a | b | c | d | e | f | g | h |   |
| 8 | a8 negres torre · d8 negres dama · e8 negres rei · h8 negres torre · a7 negres peó · b7 negres peó · c7 negres peó · d7 negres alfil · e7 negres alfil · f7 negres peó · g7 negres peó · h7 negres peó · c6 negres cavall · d6 negres peó · f6 negres cavall · b5 blanques alfil · e5 negres peó · d4 blanques peó · e4 blanques peó · c3 blanques cavall · f3 blanques cavall · a2 blanques peó · b2 blanques peó · c2 blanques peó · f2 blanques peó · g2 blanques peó · h2 blanques peó · a1 blanques torre · c1 blanques alfil · d1 blanques dama · e1 blanques torre · g1 blanques rei | a8 negres torre · d8 negres dama · e8 negres rei · h8 negres torre · a7 negres peó · b7 negres peó · c7 negres peó · d7 negres alfil · e7 negres alfil · f7 negres peó · g7 negres peó · h7 negres peó · c6 negres cavall · d6 negres peó · f6 negres cavall · b5 blanques alfil · e5 negres peó · d4 blanques peó · e4 blanques peó · c3 blanques cavall · f3 blanques cavall · a2 blanques peó · b2 blanques peó · c2 blanques peó · f2 blanques peó · g2 blanques peó · h2 blanques peó · a1 blanques torre · c1 blanques alfil · d1 blanques dama · e1 blanques torre · g1 blanques rei | a8 negres torre · d8 negres dama · e8 negres rei · h8 negres torre · a7 negres peó · b7 negres peó · c7 negres peó · d7 negres alfil · e7 negres alfil · f7 negres peó · g7 negres peó · h7 negres peó · c6 negres cavall · d6 negres peó · f6 negres cavall · b5 blanques alfil · e5 negres peó · d4 blanques peó · e4 blanques peó · c3 blanques cavall · f3 blanques cavall · a2 blanques peó · b2 blanques peó · c2 blanques peó · f2 blanques peó · g2 blanques peó · h2 blanques peó · a1 blanques torre · c1 blanques alfil · d1 blanques dama · e1 blanques torre · g1 blanques rei | a8 negres torre · d8 negres dama · e8 negres rei · h8 negres torre · a7 negres peó · b7 negres peó · c7 negres peó · d7 negres alfil · e7 negres alfil · f7 negres peó · g7 negres peó · h7 negres peó · c6 negres cavall · d6 negres peó · f6 negres cavall · b5 blanques alfil · e5 negres peó · d4 blanques peó · e4 blanques peó · c3 blanques cavall · f3 blanques cavall · a2 blanques peó · b2 blanques peó · c2 blanques peó · f2 blanques peó · g2 blanques peó · h2 blanques peó · a1 blanques torre · c1 blanques alfil · d1 blanques dama · e1 blanques torre · g1 blanques rei | a8 negres torre · d8 negres dama · e8 negres rei · h8 negres torre · a7 negres peó · b7 negres peó · c7 negres peó · d7 negres alfil · e7 negres alfil · f7 negres peó · g7 negres peó · h7 negres peó · c6 negres cavall · d6 negres peó · f6 negres cavall · b5 blanques alfil · e5 negres peó · d4 blanques peó · e4 blanques peó · c3 blanques cavall · f3 blanques cavall · a2 blanques peó · b2 blanques peó · c2 blanques peó · f2 blanques peó · g2 blanques peó · h2 blanques peó · a1 blanques torre · c1 blanques alfil · d1 blanques dama · e1 blanques torre · g1 blanques rei | a8 negres torre · d8 negres dama · e8 negres rei · h8 negres torre · a7 negres peó · b7 negres peó · c7 negres peó · d7 negres alfil · e7 negres alfil · f7 negres peó · g7 negres peó · h7 negres peó · c6 negres cavall · d6 negres peó · f6 negres cavall · b5 blanques alfil · e5 negres peó · d4 blanques peó · e4 blanques peó · c3 blanques cavall · f3 blanques cavall · a2 blanques peó · b2 blanques peó · c2 blanques peó · f2 blanques peó · g2 blanques peó · h2 blanques peó · a1 blanques torre · c1 blanques alfil · d1 blanques dama · e1 blanques torre · g1 blanques rei | a8 negres torre · d8 negres dama · e8 negres rei · h8 negres torre · a7 negres peó · b7 negres peó · c7 negres peó · d7 negres alfil · e7 negres alfil · f7 negres peó · g7 negres peó · h7 negres peó · c6 negres cavall · d6 negres peó · f6 negres cavall · b5 blanques alfil · e5 negres peó · d4 blanques peó · e4 blanques peó · c3 blanques cavall · f3 blanques cavall · a2 blanques peó · b2 blanques peó · c2 blanques peó · f2 blanques peó · g2 blanques peó · h2 blanques peó · a1 blanques torre · c1 blanques alfil · d1 blanques dama · e1 blanques torre · g1 blanques rei | a8 negres torre · d8 negres dama · e8 negres rei · h8 negres torre · a7 negres peó · b7 negres peó · c7 negres peó · d7 negres alfil · e7 negres alfil · f7 negres peó · g7 negres peó · h7 negres peó · c6 negres cavall · d6 negres peó · f6 negres cavall · b5 blanques alfil · e5 negres peó · d4 blanques peó · e4 blanques peó · c3 blanques cavall · f3 blanques cavall · a2 blanques peó · b2 blanques peó · c2 blanques peó · f2 blanques peó · g2 blanques peó · h2 blanques peó · a1 blanques torre · c1 blanques alfil · d1 blanques dama · e1 blanques torre · g1 blanques rei | 8 |
| 7 | a8 negres torre · d8 negres dama · e8 negres rei · h8 negres torre · a7 negres peó · b7 negres peó · c7 negres peó · d7 negres alfil · e7 negres alfil · f7 negres peó · g7 negres peó · h7 negres peó · c6 negres cavall · d6 negres peó · f6 negres cavall · b5 blanques alfil · e5 negres peó · d4 blanques peó · e4 blanques peó · c3 blanques cavall · f3 blanques cavall · a2 blanques peó · b2 blanques peó · c2 blanques peó · f2 blanques peó · g2 blanques peó · h2 blanques peó · a1 blanques torre · c1 blanques alfil · d1 blanques dama · e1 blanques torre · g1 blanques rei | a8 negres torre · d8 negres dama · e8 negres rei · h8 negres torre · a7 negres peó · b7 negres peó · c7 negres peó · d7 negres alfil · e7 negres alfil · f7 negres peó · g7 negres peó · h7 negres peó · c6 negres cavall · d6 negres peó · f6 negres cavall · b5 blanques alfil · e5 negres peó · d4 blanques peó · e4 blanques peó · c3 blanques cavall · f3 blanques cavall · a2 blanques peó · b2 blanques peó · c2 blanques peó · f2 blanques peó · g2 blanques peó · h2 blanques peó · a1 blanques torre · c1 blanques alfil · d1 blanques dama · e1 blanques torre · g1 blanques rei | a8 negres torre · d8 negres dama · e8 negres rei · h8 negres torre · a7 negres peó · b7 negres peó · c7 negres peó · d7 negres alfil · e7 negres alfil · f7 negres peó · g7 negres peó · h7 negres peó · c6 negres cavall · d6 negres peó · f6 negres cavall · b5 blanques alfil · e5 negres peó · d4 blanques peó · e4 blanques peó · c3 blanques cavall · f3 blanques cavall · a2 blanques peó · b2 blanques peó · c2 blanques peó · f2 blanques peó · g2 blanques peó · h2 blanques peó · a1 blanques torre · c1 blanques alfil · d1 blanques dama · e1 blanques torre · g1 blanques rei | a8 negres torre · d8 negres dama · e8 negres rei · h8 negres torre · a7 negres peó · b7 negres peó · c7 negres peó · d7 negres alfil · e7 negres alfil · f7 negres peó · g7 negres peó · h7 negres peó · c6 negres cavall · d6 negres peó · f6 negres cavall · b5 blanques alfil · e5 negres peó · d4 blanques peó · e4 blanques peó · c3 blanques cavall · f3 blanques cavall · a2 blanques peó · b2 blanques peó · c2 blanques peó · f2 blanques peó · g2 blanques peó · h2 blanques peó · a1 blanques torre · c1 blanques alfil · d1 blanques dama · e1 blanques torre · g1 blanques rei | a8 negres torre · d8 negres dama · e8 negres rei · h8 negres torre · a7 negres peó · b7 negres peó · c7 negres peó · d7 negres alfil · e7 negres alfil · f7 negres peó · g7 negres peó · h7 negres peó · c6 negres cavall · d6 negres peó · f6 negres cavall · b5 blanques alfil · e5 negres peó · d4 blanques peó · e4 blanques peó · c3 blanques cavall · f3 blanques cavall · a2 blanques peó · b2 blanques peó · c2 blanques peó · f2 blanques peó · g2 blanques peó · h2 blanques peó · a1 blanques torre · c1 blanques alfil · d1 blanques dama · e1 blanques torre · g1 blanques rei | a8 negres torre · d8 negres dama · e8 negres rei · h8 negres torre · a7 negres peó · b7 negres peó · c7 negres peó · d7 negres alfil · e7 negres alfil · f7 negres peó · g7 negres peó · h7 negres peó · c6 negres cavall · d6 negres peó · f6 negres cavall · b5 blanques alfil · e5 negres peó · d4 blanques peó · e4 blanques peó · c3 blanques cavall · f3 blanques cavall · a2 blanques peó · b2 blanques peó · c2 blanques peó · f2 blanques peó · g2 blanques peó · h2 blanques peó · a1 blanques torre · c1 blanques alfil · d1 blanques dama · e1 blanques torre · g1 blanques rei | a8 negres torre · d8 negres dama · e8 negres rei · h8 negres torre · a7 negres peó · b7 negres peó · c7 negres peó · d7 negres alfil · e7 negres alfil · f7 negres peó · g7 negres peó · h7 negres peó · c6 negres cavall · d6 negres peó · f6 negres cavall · b5 blanques alfil · e5 negres peó · d4 blanques peó · e4 blanques peó · c3 blanques cavall · f3 blanques cavall · a2 blanques peó · b2 blanques peó · c2 blanques peó · f2 blanques peó · g2 blanques peó · h2 blanques peó · a1 blanques torre · c1 blanques alfil · d1 blanques dama · e1 blanques torre · g1 blanques rei | a8 negres torre · d8 negres dama · e8 negres rei · h8 negres torre · a7 negres peó · b7 negres peó · c7 negres peó · d7 negres alfil · e7 negres alfil · f7 negres peó · g7 negres peó · h7 negres peó · c6 negres cavall · d6 negres peó · f6 negres cavall · b5 blanques alfil · e5 negres peó · d4 blanques peó · e4 blanques peó · c3 blanques cavall · f3 blanques cavall · a2 blanques peó · b2 blanques peó · c2 blanques peó · f2 blanques peó · g2 blanques peó · h2 blanques peó · a1 blanques torre · c1 blanques alfil · d1 blanques dama · e1 blanques torre · g1 blanques rei | 7 |
| 6 | a8 negres torre · d8 negres dama · e8 negres rei · h8 negres torre · a7 negres peó · b7 negres peó · c7 negres peó · d7 negres alfil · e7 negres alfil · f7 negres peó · g7 negres peó · h7 negres peó · c6 negres cavall · d6 negres peó · f6 negres cavall · b5 blanques alfil · e5 negres peó · d4 blanques peó · e4 blanques peó · c3 blanques cavall · f3 blanques cavall · a2 blanques peó · b2 blanques peó · c2 blanques peó · f2 blanques peó · g2 blanques peó · h2 blanques peó · a1 blanques torre · c1 blanques alfil · d1 blanques dama · e1 blanques torre · g1 blanques rei | a8 negres torre · d8 negres dama · e8 negres rei · h8 negres torre · a7 negres peó · b7 negres peó · c7 negres peó · d7 negres alfil · e7 negres alfil · f7 negres peó · g7 negres peó · h7 negres peó · c6 negres cavall · d6 negres peó · f6 negres cavall · b5 blanques alfil · e5 negres peó · d4 blanques peó · e4 blanques peó · c3 blanques cavall · f3 blanques cavall · a2 blanques peó · b2 blanques peó · c2 blanques peó · f2 blanques peó · g2 blanques peó · h2 blanques peó · a1 blanques torre · c1 blanques alfil · d1 blanques dama · e1 blanques torre · g1 blanques rei | a8 negres torre · d8 negres dama · e8 negres rei · h8 negres torre · a7 negres peó · b7 negres peó · c7 negres peó · d7 negres alfil · e7 negres alfil · f7 negres peó · g7 negres peó · h7 negres peó · c6 negres cavall · d6 negres peó · f6 negres cavall · b5 blanques alfil · e5 negres peó · d4 blanques peó · e4 blanques peó · c3 blanques cavall · f3 blanques cavall · a2 blanques peó · b2 blanques peó · c2 blanques peó · f2 blanques peó · g2 blanques peó · h2 blanques peó · a1 blanques torre · c1 blanques alfil · d1 blanques dama · e1 blanques torre · g1 blanques rei | a8 negres torre · d8 negres dama · e8 negres rei · h8 negres torre · a7 negres peó · b7 negres peó · c7 negres peó · d7 negres alfil · e7 negres alfil · f7 negres peó · g7 negres peó · h7 negres peó · c6 negres cavall · d6 negres peó · f6 negres cavall · b5 blanques alfil · e5 negres peó · d4 blanques peó · e4 blanques peó · c3 blanques cavall · f3 blanques cavall · a2 blanques peó · b2 blanques peó · c2 blanques peó · f2 blanques peó · g2 blanques peó · h2 blanques peó · a1 blanques torre · c1 blanques alfil · d1 blanques dama · e1 blanques torre · g1 blanques rei | a8 negres torre · d8 negres dama · e8 negres rei · h8 negres torre · a7 negres peó · b7 negres peó · c7 negres peó · d7 negres alfil · e7 negres alfil · f7 negres peó · g7 negres peó · h7 negres peó · c6 negres cavall · d6 negres peó · f6 negres cavall · b5 blanques alfil · e5 negres peó · d4 blanques peó · e4 blanques peó · c3 blanques cavall · f3 blanques cavall · a2 blanques peó · b2 blanques peó · c2 blanques peó · f2 blanques peó · g2 blanques peó · h2 blanques peó · a1 blanques torre · c1 blanques alfil · d1 blanques dama · e1 blanques torre · g1 blanques rei | a8 negres torre · d8 negres dama · e8 negres rei · h8 negres torre · a7 negres peó · b7 negres peó · c7 negres peó · d7 negres alfil · e7 negres alfil · f7 negres peó · g7 negres peó · h7 negres peó · c6 negres cavall · d6 negres peó · f6 negres cavall · b5 blanques alfil · e5 negres peó · d4 blanques peó · e4 blanques peó · c3 blanques cavall · f3 blanques cavall · a2 blanques peó · b2 blanques peó · c2 blanques peó · f2 blanques peó · g2 blanques peó · h2 blanques peó · a1 blanques torre · c1 blanques alfil · d1 blanques dama · e1 blanques torre · g1 blanques rei | a8 negres torre · d8 negres dama · e8 negres rei · h8 negres torre · a7 negres peó · b7 negres peó · c7 negres peó · d7 negres alfil · e7 negres alfil · f7 negres peó · g7 negres peó · h7 negres peó · c6 negres cavall · d6 negres peó · f6 negres cavall · b5 blanques alfil · e5 negres peó · d4 blanques peó · e4 blanques peó · c3 blanques cavall · f3 blanques cavall · a2 blanques peó · b2 blanques peó · c2 blanques peó · f2 blanques peó · g2 blanques peó · h2 blanques peó · a1 blanques torre · c1 blanques alfil · d1 blanques dama · e1 blanques torre · g1 blanques rei | a8 negres torre · d8 negres dama · e8 negres rei · h8 negres torre · a7 negres peó · b7 negres peó · c7 negres peó · d7 negres alfil · e7 negres alfil · f7 negres peó · g7 negres peó · h7 negres peó · c6 negres cavall · d6 negres peó · f6 negres cavall · b5 blanques alfil · e5 negres peó · d4 blanques peó · e4 blanques peó · c3 blanques cavall · f3 blanques cavall · a2 blanques peó · b2 blanques peó · c2 blanques peó · f2 blanques peó · g2 blanques peó · h2 blanques peó · a1 blanques torre · c1 blanques alfil · d1 blanques dama · e1 blanques torre · g1 blanques rei | 6 |
| 5 | a8 negres torre · d8 negres dama · e8 negres rei · h8 negres torre · a7 negres peó · b7 negres peó · c7 negres peó · d7 negres alfil · e7 negres alfil · f7 negres peó · g7 negres peó · h7 negres peó · c6 negres cavall · d6 negres peó · f6 negres cavall · b5 blanques alfil · e5 negres peó · d4 blanques peó · e4 blanques peó · c3 blanques cavall · f3 blanques cavall · a2 blanques peó · b2 blanques peó · c2 blanques peó · f2 blanques peó · g2 blanques peó · h2 blanques peó · a1 blanques torre · c1 blanques alfil · d1 blanques dama · e1 blanques torre · g1 blanques rei | a8 negres torre · d8 negres dama · e8 negres rei · h8 negres torre · a7 negres peó · b7 negres peó · c7 negres peó · d7 negres alfil · e7 negres alfil · f7 negres peó · g7 negres peó · h7 negres peó · c6 negres cavall · d6 negres peó · f6 negres cavall · b5 blanques alfil · e5 negres peó · d4 blanques peó · e4 blanques peó · c3 blanques cavall · f3 blanques cavall · a2 blanques peó · b2 blanques peó · c2 blanques peó · f2 blanques peó · g2 blanques peó · h2 blanques peó · a1 blanques torre · c1 blanques alfil · d1 blanques dama · e1 blanques torre · g1 blanques rei | a8 negres torre · d8 negres dama · e8 negres rei · h8 negres torre · a7 negres peó · b7 negres peó · c7 negres peó · d7 negres alfil · e7 negres alfil · f7 negres peó · g7 negres peó · h7 negres peó · c6 negres cavall · d6 negres peó · f6 negres cavall · b5 blanques alfil · e5 negres peó · d4 blanques peó · e4 blanques peó · c3 blanques cavall · f3 blanques cavall · a2 blanques peó · b2 blanques peó · c2 blanques peó · f2 blanques peó · g2 blanques peó · h2 blanques peó · a1 blanques torre · c1 blanques alfil · d1 blanques dama · e1 blanques torre · g1 blanques rei | a8 negres torre · d8 negres dama · e8 negres rei · h8 negres torre · a7 negres peó · b7 negres peó · c7 negres peó · d7 negres alfil · e7 negres alfil · f7 negres peó · g7 negres peó · h7 negres peó · c6 negres cavall · d6 negres peó · f6 negres cavall · b5 blanques alfil · e5 negres peó · d4 blanques peó · e4 blanques peó · c3 blanques cavall · f3 blanques cavall · a2 blanques peó · b2 blanques peó · c2 blanques peó · f2 blanques peó · g2 blanques peó · h2 blanques peó · a1 blanques torre · c1 blanques alfil · d1 blanques dama · e1 blanques torre · g1 blanques rei | a8 negres torre · d8 negres dama · e8 negres rei · h8 negres torre · a7 negres peó · b7 negres peó · c7 negres peó · d7 negres alfil · e7 negres alfil · f7 negres peó · g7 negres peó · h7 negres peó · c6 negres cavall · d6 negres peó · f6 negres cavall · b5 blanques alfil · e5 negres peó · d4 blanques peó · e4 blanques peó · c3 blanques cavall · f3 blanques cavall · a2 blanques peó · b2 blanques peó · c2 blanques peó · f2 blanques peó · g2 blanques peó · h2 blanques peó · a1 blanques torre · c1 blanques alfil · d1 blanques dama · e1 blanques torre · g1 blanques rei | a8 negres torre · d8 negres dama · e8 negres rei · h8 negres torre · a7 negres peó · b7 negres peó · c7 negres peó · d7 negres alfil · e7 negres alfil · f7 negres peó · g7 negres peó · h7 negres peó · c6 negres cavall · d6 negres peó · f6 negres cavall · b5 blanques alfil · e5 negres peó · d4 blanques peó · e4 blanques peó · c3 blanques cavall · f3 blanques cavall · a2 blanques peó · b2 blanques peó · c2 blanques peó · f2 blanques peó · g2 blanques peó · h2 blanques peó · a1 blanques torre · c1 blanques alfil · d1 blanques dama · e1 blanques torre · g1 blanques rei | a8 negres torre · d8 negres dama · e8 negres rei · h8 negres torre · a7 negres peó · b7 negres peó · c7 negres peó · d7 negres alfil · e7 negres alfil · f7 negres peó · g7 negres peó · h7 negres peó · c6 negres cavall · d6 negres peó · f6 negres cavall · b5 blanques alfil · e5 negres peó · d4 blanques peó · e4 blanques peó · c3 blanques cavall · f3 blanques cavall · a2 blanques peó · b2 blanques peó · c2 blanques peó · f2 blanques peó · g2 blanques peó · h2 blanques peó · a1 blanques torre · c1 blanques alfil · d1 blanques dama · e1 blanques torre · g1 blanques rei | a8 negres torre · d8 negres dama · e8 negres rei · h8 negres torre · a7 negres peó · b7 negres peó · c7 negres peó · d7 negres alfil · e7 negres alfil · f7 negres peó · g7 negres peó · h7 negres peó · c6 negres cavall · d6 negres peó · f6 negres cavall · b5 blanques alfil · e5 negres peó · d4 blanques peó · e4 blanques peó · c3 blanques cavall · f3 blanques cavall · a2 blanques peó · b2 blanques peó · c2 blanques peó · f2 blanques peó · g2 blanques peó · h2 blanques peó · a1 blanques torre · c1 blanques alfil · d1 blanques dama · e1 blanques torre · g1 blanques rei | 5 |
| 4 | a8 negres torre · d8 negres dama · e8 negres rei · h8 negres torre · a7 negres peó · b7 negres peó · c7 negres peó · d7 negres alfil · e7 negres alfil · f7 negres peó · g7 negres peó · h7 negres peó · c6 negres cavall · d6 negres peó · f6 negres cavall · b5 blanques alfil · e5 negres peó · d4 blanques peó · e4 blanques peó · c3 blanques cavall · f3 blanques cavall · a2 blanques peó · b2 blanques peó · c2 blanques peó · f2 blanques peó · g2 blanques peó · h2 blanques peó · a1 blanques torre · c1 blanques alfil · d1 blanques dama · e1 blanques torre · g1 blanques rei | a8 negres torre · d8 negres dama · e8 negres rei · h8 negres torre · a7 negres peó · b7 negres peó · c7 negres peó · d7 negres alfil · e7 negres alfil · f7 negres peó · g7 negres peó · h7 negres peó · c6 negres cavall · d6 negres peó · f6 negres cavall · b5 blanques alfil · e5 negres peó · d4 blanques peó · e4 blanques peó · c3 blanques cavall · f3 blanques cavall · a2 blanques peó · b2 blanques peó · c2 blanques peó · f2 blanques peó · g2 blanques peó · h2 blanques peó · a1 blanques torre · c1 blanques alfil · d1 blanques dama · e1 blanques torre · g1 blanques rei | a8 negres torre · d8 negres dama · e8 negres rei · h8 negres torre · a7 negres peó · b7 negres peó · c7 negres peó · d7 negres alfil · e7 negres alfil · f7 negres peó · g7 negres peó · h7 negres peó · c6 negres cavall · d6 negres peó · f6 negres cavall · b5 blanques alfil · e5 negres peó · d4 blanques peó · e4 blanques peó · c3 blanques cavall · f3 blanques cavall · a2 blanques peó · b2 blanques peó · c2 blanques peó · f2 blanques peó · g2 blanques peó · h2 blanques peó · a1 blanques torre · c1 blanques alfil · d1 blanques dama · e1 blanques torre · g1 blanques rei | a8 negres torre · d8 negres dama · e8 negres rei · h8 negres torre · a7 negres peó · b7 negres peó · c7 negres peó · d7 negres alfil · e7 negres alfil · f7 negres peó · g7 negres peó · h7 negres peó · c6 negres cavall · d6 negres peó · f6 negres cavall · b5 blanques alfil · e5 negres peó · d4 blanques peó · e4 blanques peó · c3 blanques cavall · f3 blanques cavall · a2 blanques peó · b2 blanques peó · c2 blanques peó · f2 blanques peó · g2 blanques peó · h2 blanques peó · a1 blanques torre · c1 blanques alfil · d1 blanques dama · e1 blanques torre · g1 blanques rei | a8 negres torre · d8 negres dama · e8 negres rei · h8 negres torre · a7 negres peó · b7 negres peó · c7 negres peó · d7 negres alfil · e7 negres alfil · f7 negres peó · g7 negres peó · h7 negres peó · c6 negres cavall · d6 negres peó · f6 negres cavall · b5 blanques alfil · e5 negres peó · d4 blanques peó · e4 blanques peó · c3 blanques cavall · f3 blanques cavall · a2 blanques peó · b2 blanques peó · c2 blanques peó · f2 blanques peó · g2 blanques peó · h2 blanques peó · a1 blanques torre · c1 blanques alfil · d1 blanques dama · e1 blanques torre · g1 blanques rei | a8 negres torre · d8 negres dama · e8 negres rei · h8 negres torre · a7 negres peó · b7 negres peó · c7 negres peó · d7 negres alfil · e7 negres alfil · f7 negres peó · g7 negres peó · h7 negres peó · c6 negres cavall · d6 negres peó · f6 negres cavall · b5 blanques alfil · e5 negres peó · d4 blanques peó · e4 blanques peó · c3 blanques cavall · f3 blanques cavall · a2 blanques peó · b2 blanques peó · c2 blanques peó · f2 blanques peó · g2 blanques peó · h2 blanques peó · a1 blanques torre · c1 blanques alfil · d1 blanques dama · e1 blanques torre · g1 blanques rei | a8 negres torre · d8 negres dama · e8 negres rei · h8 negres torre · a7 negres peó · b7 negres peó · c7 negres peó · d7 negres alfil · e7 negres alfil · f7 negres peó · g7 negres peó · h7 negres peó · c6 negres cavall · d6 negres peó · f6 negres cavall · b5 blanques alfil · e5 negres peó · d4 blanques peó · e4 blanques peó · c3 blanques cavall · f3 blanques cavall · a2 blanques peó · b2 blanques peó · c2 blanques peó · f2 blanques peó · g2 blanques peó · h2 blanques peó · a1 blanques torre · c1 blanques alfil · d1 blanques dama · e1 blanques torre · g1 blanques rei | a8 negres torre · d8 negres dama · e8 negres rei · h8 negres torre · a7 negres peó · b7 negres peó · c7 negres peó · d7 negres alfil · e7 negres alfil · f7 negres peó · g7 negres peó · h7 negres peó · c6 negres cavall · d6 negres peó · f6 negres cavall · b5 blanques alfil · e5 negres peó · d4 blanques peó · e4 blanques peó · c3 blanques cavall · f3 blanques cavall · a2 blanques peó · b2 blanques peó · c2 blanques peó · f2 blanques peó · g2 blanques peó · h2 blanques peó · a1 blanques torre · c1 blanques alfil · d1 blanques dama · e1 blanques torre · g1 blanques rei | 4 |
| 3 | a8 negres torre · d8 negres dama · e8 negres rei · h8 negres torre · a7 negres peó · b7 negres peó · c7 negres peó · d7 negres alfil · e7 negres alfil · f7 negres peó · g7 negres peó · h7 negres peó · c6 negres cavall · d6 negres peó · f6 negres cavall · b5 blanques alfil · e5 negres peó · d4 blanques peó · e4 blanques peó · c3 blanques cavall · f3 blanques cavall · a2 blanques peó · b2 blanques peó · c2 blanques peó · f2 blanques peó · g2 blanques peó · h2 blanques peó · a1 blanques torre · c1 blanques alfil · d1 blanques dama · e1 blanques torre · g1 blanques rei | a8 negres torre · d8 negres dama · e8 negres rei · h8 negres torre · a7 negres peó · b7 negres peó · c7 negres peó · d7 negres alfil · e7 negres alfil · f7 negres peó · g7 negres peó · h7 negres peó · c6 negres cavall · d6 negres peó · f6 negres cavall · b5 blanques alfil · e5 negres peó · d4 blanques peó · e4 blanques peó · c3 blanques cavall · f3 blanques cavall · a2 blanques peó · b2 blanques peó · c2 blanques peó · f2 blanques peó · g2 blanques peó · h2 blanques peó · a1 blanques torre · c1 blanques alfil · d1 blanques dama · e1 blanques torre · g1 blanques rei | a8 negres torre · d8 negres dama · e8 negres rei · h8 negres torre · a7 negres peó · b7 negres peó · c7 negres peó · d7 negres alfil · e7 negres alfil · f7 negres peó · g7 negres peó · h7 negres peó · c6 negres cavall · d6 negres peó · f6 negres cavall · b5 blanques alfil · e5 negres peó · d4 blanques peó · e4 blanques peó · c3 blanques cavall · f3 blanques cavall · a2 blanques peó · b2 blanques peó · c2 blanques peó · f2 blanques peó · g2 blanques peó · h2 blanques peó · a1 blanques torre · c1 blanques alfil · d1 blanques dama · e1 blanques torre · g1 blanques rei | a8 negres torre · d8 negres dama · e8 negres rei · h8 negres torre · a7 negres peó · b7 negres peó · c7 negres peó · d7 negres alfil · e7 negres alfil · f7 negres peó · g7 negres peó · h7 negres peó · c6 negres cavall · d6 negres peó · f6 negres cavall · b5 blanques alfil · e5 negres peó · d4 blanques peó · e4 blanques peó · c3 blanques cavall · f3 blanques cavall · a2 blanques peó · b2 blanques peó · c2 blanques peó · f2 blanques peó · g2 blanques peó · h2 blanques peó · a1 blanques torre · c1 blanques alfil · d1 blanques dama · e1 blanques torre · g1 blanques rei | a8 negres torre · d8 negres dama · e8 negres rei · h8 negres torre · a7 negres peó · b7 negres peó · c7 negres peó · d7 negres alfil · e7 negres alfil · f7 negres peó · g7 negres peó · h7 negres peó · c6 negres cavall · d6 negres peó · f6 negres cavall · b5 blanques alfil · e5 negres peó · d4 blanques peó · e4 blanques peó · c3 blanques cavall · f3 blanques cavall · a2 blanques peó · b2 blanques peó · c2 blanques peó · f2 blanques peó · g2 blanques peó · h2 blanques peó · a1 blanques torre · c1 blanques alfil · d1 blanques dama · e1 blanques torre · g1 blanques rei | a8 negres torre · d8 negres dama · e8 negres rei · h8 negres torre · a7 negres peó · b7 negres peó · c7 negres peó · d7 negres alfil · e7 negres alfil · f7 negres peó · g7 negres peó · h7 negres peó · c6 negres cavall · d6 negres peó · f6 negres cavall · b5 blanques alfil · e5 negres peó · d4 blanques peó · e4 blanques peó · c3 blanques cavall · f3 blanques cavall · a2 blanques peó · b2 blanques peó · c2 blanques peó · f2 blanques peó · g2 blanques peó · h2 blanques peó · a1 blanques torre · c1 blanques alfil · d1 blanques dama · e1 blanques torre · g1 blanques rei | a8 negres torre · d8 negres dama · e8 negres rei · h8 negres torre · a7 negres peó · b7 negres peó · c7 negres peó · d7 negres alfil · e7 negres alfil · f7 negres peó · g7 negres peó · h7 negres peó · c6 negres cavall · d6 negres peó · f6 negres cavall · b5 blanques alfil · e5 negres peó · d4 blanques peó · e4 blanques peó · c3 blanques cavall · f3 blanques cavall · a2 blanques peó · b2 blanques peó · c2 blanques peó · f2 blanques peó · g2 blanques peó · h2 blanques peó · a1 blanques torre · c1 blanques alfil · d1 blanques dama · e1 blanques torre · g1 blanques rei | a8 negres torre · d8 negres dama · e8 negres rei · h8 negres torre · a7 negres peó · b7 negres peó · c7 negres peó · d7 negres alfil · e7 negres alfil · f7 negres peó · g7 negres peó · h7 negres peó · c6 negres cavall · d6 negres peó · f6 negres cavall · b5 blanques alfil · e5 negres peó · d4 blanques peó · e4 blanques peó · c3 blanques cavall · f3 blanques cavall · a2 blanques peó · b2 blanques peó · c2 blanques peó · f2 blanques peó · g2 blanques peó · h2 blanques peó · a1 blanques torre · c1 blanques alfil · d1 blanques dama · e1 blanques torre · g1 blanques rei | 3 |
| 2 | a8 negres torre · d8 negres dama · e8 negres rei · h8 negres torre · a7 negres peó · b7 negres peó · c7 negres peó · d7 negres alfil · e7 negres alfil · f7 negres peó · g7 negres peó · h7 negres peó · c6 negres cavall · d6 negres peó · f6 negres cavall · b5 blanques alfil · e5 negres peó · d4 blanques peó · e4 blanques peó · c3 blanques cavall · f3 blanques cavall · a2 blanques peó · b2 blanques peó · c2 blanques peó · f2 blanques peó · g2 blanques peó · h2 blanques peó · a1 blanques torre · c1 blanques alfil · d1 blanques dama · e1 blanques torre · g1 blanques rei | a8 negres torre · d8 negres dama · e8 negres rei · h8 negres torre · a7 negres peó · b7 negres peó · c7 negres peó · d7 negres alfil · e7 negres alfil · f7 negres peó · g7 negres peó · h7 negres peó · c6 negres cavall · d6 negres peó · f6 negres cavall · b5 blanques alfil · e5 negres peó · d4 blanques peó · e4 blanques peó · c3 blanques cavall · f3 blanques cavall · a2 blanques peó · b2 blanques peó · c2 blanques peó · f2 blanques peó · g2 blanques peó · h2 blanques peó · a1 blanques torre · c1 blanques alfil · d1 blanques dama · e1 blanques torre · g1 blanques rei | a8 negres torre · d8 negres dama · e8 negres rei · h8 negres torre · a7 negres peó · b7 negres peó · c7 negres peó · d7 negres alfil · e7 negres alfil · f7 negres peó · g7 negres peó · h7 negres peó · c6 negres cavall · d6 negres peó · f6 negres cavall · b5 blanques alfil · e5 negres peó · d4 blanques peó · e4 blanques peó · c3 blanques cavall · f3 blanques cavall · a2 blanques peó · b2 blanques peó · c2 blanques peó · f2 blanques peó · g2 blanques peó · h2 blanques peó · a1 blanques torre · c1 blanques alfil · d1 blanques dama · e1 blanques torre · g1 blanques rei | a8 negres torre · d8 negres dama · e8 negres rei · h8 negres torre · a7 negres peó · b7 negres peó · c7 negres peó · d7 negres alfil · e7 negres alfil · f7 negres peó · g7 negres peó · h7 negres peó · c6 negres cavall · d6 negres peó · f6 negres cavall · b5 blanques alfil · e5 negres peó · d4 blanques peó · e4 blanques peó · c3 blanques cavall · f3 blanques cavall · a2 blanques peó · b2 blanques peó · c2 blanques peó · f2 blanques peó · g2 blanques peó · h2 blanques peó · a1 blanques torre · c1 blanques alfil · d1 blanques dama · e1 blanques torre · g1 blanques rei | a8 negres torre · d8 negres dama · e8 negres rei · h8 negres torre · a7 negres peó · b7 negres peó · c7 negres peó · d7 negres alfil · e7 negres alfil · f7 negres peó · g7 negres peó · h7 negres peó · c6 negres cavall · d6 negres peó · f6 negres cavall · b5 blanques alfil · e5 negres peó · d4 blanques peó · e4 blanques peó · c3 blanques cavall · f3 blanques cavall · a2 blanques peó · b2 blanques peó · c2 blanques peó · f2 blanques peó · g2 blanques peó · h2 blanques peó · a1 blanques torre · c1 blanques alfil · d1 blanques dama · e1 blanques torre · g1 blanques rei | a8 negres torre · d8 negres dama · e8 negres rei · h8 negres torre · a7 negres peó · b7 negres peó · c7 negres peó · d7 negres alfil · e7 negres alfil · f7 negres peó · g7 negres peó · h7 negres peó · c6 negres cavall · d6 negres peó · f6 negres cavall · b5 blanques alfil · e5 negres peó · d4 blanques peó · e4 blanques peó · c3 blanques cavall · f3 blanques cavall · a2 blanques peó · b2 blanques peó · c2 blanques peó · f2 blanques peó · g2 blanques peó · h2 blanques peó · a1 blanques torre · c1 blanques alfil · d1 blanques dama · e1 blanques torre · g1 blanques rei | a8 negres torre · d8 negres dama · e8 negres rei · h8 negres torre · a7 negres peó · b7 negres peó · c7 negres peó · d7 negres alfil · e7 negres alfil · f7 negres peó · g7 negres peó · h7 negres peó · c6 negres cavall · d6 negres peó · f6 negres cavall · b5 blanques alfil · e5 negres peó · d4 blanques peó · e4 blanques peó · c3 blanques cavall · f3 blanques cavall · a2 blanques peó · b2 blanques peó · c2 blanques peó · f2 blanques peó · g2 blanques peó · h2 blanques peó · a1 blanques torre · c1 blanques alfil · d1 blanques dama · e1 blanques torre · g1 blanques rei | a8 negres torre · d8 negres dama · e8 negres rei · h8 negres torre · a7 negres peó · b7 negres peó · c7 negres peó · d7 negres alfil · e7 negres alfil · f7 negres peó · g7 negres peó · h7 negres peó · c6 negres cavall · d6 negres peó · f6 negres cavall · b5 blanques alfil · e5 negres peó · d4 blanques peó · e4 blanques peó · c3 blanques cavall · f3 blanques cavall · a2 blanques peó · b2 blanques peó · c2 blanques peó · f2 blanques peó · g2 blanques peó · h2 blanques peó · a1 blanques torre · c1 blanques alfil · d1 blanques dama · e1 blanques torre · g1 blanques rei | 2 |
| 1 | a8 negres torre · d8 negres dama · e8 negres rei · h8 negres torre · a7 negres peó · b7 negres peó · c7 negres peó · d7 negres alfil · e7 negres alfil · f7 negres peó · g7 negres peó · h7 negres peó · c6 negres cavall · d6 negres peó · f6 negres cavall · b5 blanques alfil · e5 negres peó · d4 blanques peó · e4 blanques peó · c3 blanques cavall · f3 blanques cavall · a2 blanques peó · b2 blanques peó · c2 blanques peó · f2 blanques peó · g2 blanques peó · h2 blanques peó · a1 blanques torre · c1 blanques alfil · d1 blanques dama · e1 blanques torre · g1 blanques rei | a8 negres torre · d8 negres dama · e8 negres rei · h8 negres torre · a7 negres peó · b7 negres peó · c7 negres peó · d7 negres alfil · e7 negres alfil · f7 negres peó · g7 negres peó · h7 negres peó · c6 negres cavall · d6 negres peó · f6 negres cavall · b5 blanques alfil · e5 negres peó · d4 blanques peó · e4 blanques peó · c3 blanques cavall · f3 blanques cavall · a2 blanques peó · b2 blanques peó · c2 blanques peó · f2 blanques peó · g2 blanques peó · h2 blanques peó · a1 blanques torre · c1 blanques alfil · d1 blanques dama · e1 blanques torre · g1 blanques rei | a8 negres torre · d8 negres dama · e8 negres rei · h8 negres torre · a7 negres peó · b7 negres peó · c7 negres peó · d7 negres alfil · e7 negres alfil · f7 negres peó · g7 negres peó · h7 negres peó · c6 negres cavall · d6 negres peó · f6 negres cavall · b5 blanques alfil · e5 negres peó · d4 blanques peó · e4 blanques peó · c3 blanques cavall · f3 blanques cavall · a2 blanques peó · b2 blanques peó · c2 blanques peó · f2 blanques peó · g2 blanques peó · h2 blanques peó · a1 blanques torre · c1 blanques alfil · d1 blanques dama · e1 blanques torre · g1 blanques rei | a8 negres torre · d8 negres dama · e8 negres rei · h8 negres torre · a7 negres peó · b7 negres peó · c7 negres peó · d7 negres alfil · e7 negres alfil · f7 negres peó · g7 negres peó · h7 negres peó · c6 negres cavall · d6 negres peó · f6 negres cavall · b5 blanques alfil · e5 negres peó · d4 blanques peó · e4 blanques peó · c3 blanques cavall · f3 blanques cavall · a2 blanques peó · b2 blanques peó · c2 blanques peó · f2 blanques peó · g2 blanques peó · h2 blanques peó · a1 blanques torre · c1 blanques alfil · d1 blanques dama · e1 blanques torre · g1 blanques rei | a8 negres torre · d8 negres dama · e8 negres rei · h8 negres torre · a7 negres peó · b7 negres peó · c7 negres peó · d7 negres alfil · e7 negres alfil · f7 negres peó · g7 negres peó · h7 negres peó · c6 negres cavall · d6 negres peó · f6 negres cavall · b5 blanques alfil · e5 negres peó · d4 blanques peó · e4 blanques peó · c3 blanques cavall · f3 blanques cavall · a2 blanques peó · b2 blanques peó · c2 blanques peó · f2 blanques peó · g2 blanques peó · h2 blanques peó · a1 blanques torre · c1 blanques alfil · d1 blanques dama · e1 blanques torre · g1 blanques rei | a8 negres torre · d8 negres dama · e8 negres rei · h8 negres torre · a7 negres peó · b7 negres peó · c7 negres peó · d7 negres alfil · e7 negres alfil · f7 negres peó · g7 negres peó · h7 negres peó · c6 negres cavall · d6 negres peó · f6 negres cavall · b5 blanques alfil · e5 negres peó · d4 blanques peó · e4 blanques peó · c3 blanques cavall · f3 blanques cavall · a2 blanques peó · b2 blanques peó · c2 blanques peó · f2 blanques peó · g2 blanques peó · h2 blanques peó · a1 blanques torre · c1 blanques alfil · d1 blanques dama · e1 blanques torre · g1 blanques rei | a8 negres torre · d8 negres dama · e8 negres rei · h8 negres torre · a7 negres peó · b7 negres peó · c7 negres peó · d7 negres alfil · e7 negres alfil · f7 negres peó · g7 negres peó · h7 negres peó · c6 negres cavall · d6 negres peó · f6 negres cavall · b5 blanques alfil · e5 negres peó · d4 blanques peó · e4 blanques peó · c3 blanques cavall · f3 blanques cavall · a2 blanques peó · b2 blanques peó · c2 blanques peó · f2 blanques peó · g2 blanques peó · h2 blanques peó · a1 blanques torre · c1 blanques alfil · d1 blanques dama · e1 blanques torre · g1 blanques rei | a8 negres torre · d8 negres dama · e8 negres rei · h8 negres torre · a7 negres peó · b7 negres peó · c7 negres peó · d7 negres alfil · e7 negres alfil · f7 negres peó · g7 negres peó · h7 negres peó · c6 negres cavall · d6 negres peó · f6 negres cavall · b5 blanques alfil · e5 negres peó · d4 blanques peó · e4 blanques peó · c3 blanques cavall · f3 blanques cavall · a2 blanques peó · b2 blanques peó · c2 blanques peó · f2 blanques peó · g2 blanques peó · h2 blanques peó · a1 blanques torre · c1 blanques alfil · d1 blanques dama · e1 blanques torre · g1 blanques rei | 1 |
|   | a | b | c | d | e | f | g | h |   |

1. e4 e5 2. Cf3 Cc6 3. Ab5 d6
Això és la Variant Steinitz de l'obertura Ruy López.
4. d4 Ad7
Les negres es desfan de la clavada per evitar 5.d5.
5. Cc3 Cf6 6. 0-0 Ae7 7. Te1 (vegeu diagrama)
Caient en un subtil parany. L'enroc sembla natural per les negres però perden un peó. Per contra, 7...exd4 és millor.
7... 0-0? 8. Axc6 Axc6 9. dxe5 dxe5 10. Dxd8 Taxd8 11. Cxe5
Probablement ara la millor jugada de les negres és 11...Ad7, tot i que les blanques mantenen el peó de més.
11... Axe4?! 12. Cxe4 Cxe4
Les blanques poden anar per un mal camí també, amb 13.Txe4?? seria una greu errada horrible ja que les negres tindrien escac i mat amb 13...Td1+ 14. Te1 Txe1#. Les blanques bloquegen aquesta possibilitat amb el seu proper moviment, fent ara si una la veritable amenaça al cavall de e4.
13. Cd3 f5
El cavall de les negres no es pot moure perquè està clavat, darrera hi ha l'alfil de e7 sense defensa.
14. f3 Ac5+?!
Millor seria 14...Ah4 15.g3 Cxg3 16.hxg3 Axg3 on les negres prenen dos peons pel cavall.
15. Cxc5 Cxc5 16. Ag5 Td5 17. Ae7 Te8 18. c4 1–0
Les blanques guanyen almenys una qualitat, per això Marco abandona.